# Brigada de Caballería «Castillejos» II
La  Brigada de Caballería “Castillejos” II, una brigada de caballería ligera, fue una unidad  perteneciente al Ejército de Tierra que se mantuvo activa desde el año 1986 hasta el mes de diciembre de 2016. Sus orígenes se remontan a 1536, donde está acreditada la existencia de unidades de caballería al servicio del Rey de España en Piamonte y Lombardía, dado que la unidad proviene del Regimiento del Rey, originalmente denominado Trozo de Milán por tener sus orígenes en esta ciudad italiana. En la actualidad, y al igual que a lo largo de toda su historia, se consideró a esta unidad y los regimientos que le precedieron con su nombre como una pieza fundamental en la caballería española. A raíz de la reforma orgánica del Ejército de Tierra basada en la creación de brigadas orgánicas polivalentes la mayoría de las unidades de la brigada pasarán a formar parte de la nueva Brigada «Aragón» I, mientras que el Regimiento «España» ha pasado a depender directamente del Mando de las Fuerzas Terrestres, y el Regimiento «Lusitania» se integrará en la Brigada «Almogávares» VI de Paracaidistas. El nombre de la unidad pasará a la División «Castillejos», que hereda su historial y los de las unidades que le precedieron. Hereda el nombre de la Brigada Blindada Castillejos n.º 3, disuelta en 1965.

## Historia
Su antepasado más antiguo es el Regimiento del Rey, originalmente denominado Trozo de Milán por tener sus orígenes en esta ciudad italiana. Ya desde 1536 está acreditada la existencia de unidades de caballería al servicio del Rey de España en Piamonte y Lombardía. Con la reorganización del ejército borbónico se le dio a este Regimiento la antigüedad de 4 de abril de 1661. En 1707, Milán recibe la primera de las incorporaciones de unidades de su historia.  En 1763 se produce una nueva fusión que provoca el cambio de nombre: se unen los regimientos de Milán y Flandes, adoptando por primera vez el nombre de Rey. Tras la Guerra de la Independencia se incorporan dos de las unidades levantadas durante el conflicto: los Húsares de Castilla y el Segundo Regimiento de Santiago.
Tras la disolución del ejército en 1823, el Regimiento del Rey es refundado en 1824, con 260 hombres del Regimiento Santiago, en Zamora. En 1825 recibe la denominación de 1º de línea. Con numerosos cambios de denominación e instituto siguió sirviendo a España durante más de cien años.
La primera unidad que se denominó "Castillejos" fue el Regimiento de Cazadores n.º 6, organizado el 9 de enero de 1869 en Alcalá de Henares, recibiendo el nombre en recuerdo de la batalla ocurrida unos años antes en la que Unidades del Arma alcanzaron gloria al batir a un enemigo superior en condiciones muy difíciles en el Marruecos. Tras participar en todas las campañas en las que intervino España entre finales del siglo XIX y comienzos del XX, la reorganización de 1931 da un viraje fundamental en el historial de "Castillejos" puesto que se fusiona en Zaragoza con el Regimiento de Lanceros del Rey n.º 1, constituyendo el Regimiento de Cazadores de Caballería n.º 1, que en 1935 recupera el nombre de «Castillejos». 

### Batalla de los Castillejos
En el marco de la guerra de África, el 31 de diciembre de 1859 llegó la orden de emprender la marcha hacia Tetuán. El avance por tierra presentaba enormes problemas, pues se debía abrir un camino para la artillería y las fuerzas iban a tener a la derecha montañas desde las cuales el enemigo podía atacar, mientras que el mar cerraba cualquier vía de escape a la izquierda. En caso de derrota, la retirada era casi imposible.
El terreno era muy difícil, con estribaciones transversales a la marcha y sierras que llegan casi hasta el mar, obligando continuamente a superar pendientes, interrumpidas por sendos valles. El primero que se encuentra es el de los Castillejos y allí se dio la primera batalla importante de la campaña. Se entabló a consecuencia de la impetuosidad de Juan Prim y Prats, el general comandante de la División de Reserva, que formaba la vanguardia del ejército. Esta llevaba en cabeza los dos escuadrones de la Princesa (el 1º y el 4º), a pesar de que en teoría pertenecían a otras grandes unidades.
Prim llegó sin apenas resistencia hasta las colinas que separan el valle de los Castillejos del de Tarajar. Leopoldo O'Donnell y Jorís le ordenó que se apoderara de la casa del Morabito y que una brigada del segundo cuerpo tomara un cerro que flanqueaba el bosque ocupado por los marroquíes. Prim, al ver que todavía permanecían marroquíes en unas lomas que cerraban el extremo sur del valle y al divisar las fuerzas de Infantería y Caballería en una cañada, decidió atacarlos. Contra los primeros, en las alturas, envía una docena de batallones. Contra los segundos, a los húsares, algo menos de 200 hombres.

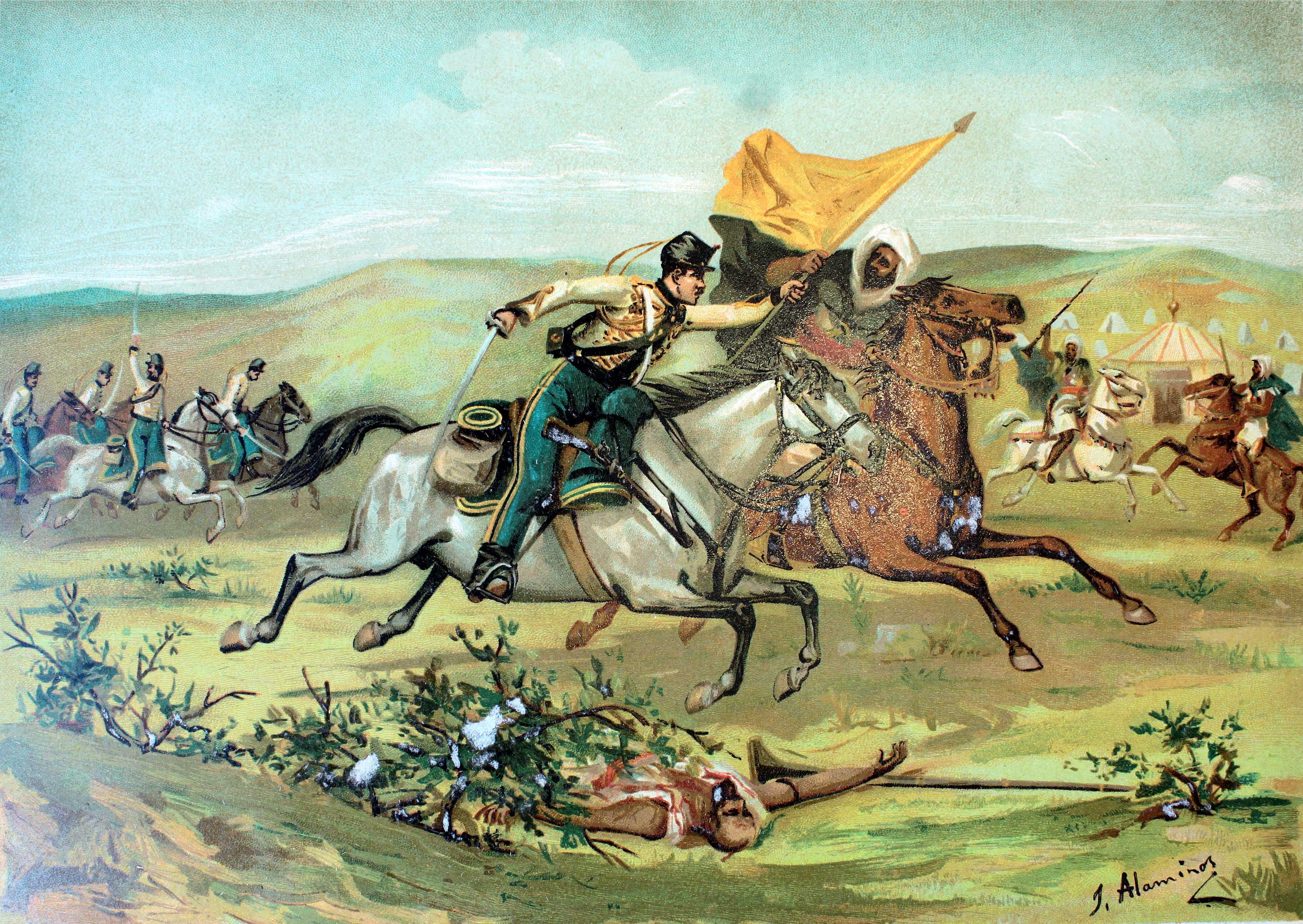
El cabo Pedro Mur arrebata la bandera del jefe marroquí

La carga de Húsares de la Princesa se ha convertido en una leyenda de la Caballería. En un principio, se dirigen contra el centenar de jinetes marroquíes que se ofrecía a su vista, a los que dispersan. Pero en vez de detenerse entonces, los húsares divisan el campamento marroquí, por lo que continúan la carga y penetran en un estrecho desfiladero. A la salida del mismo, se abre un foso a sus pies, en el que se hunden hombres y caballos: han caído en una emboscada. Mientras algunos de ellos ayudan a los compañeros desmontados, el resto atraviesa la masa de Caballería marroquí que había acudido a rematarlos y llega hasta el mismo campamento. El cabo Mur se apodera de un estandarte, tras dejar fuera de combate a su portador. A continuación, los escuadrones se retiran en orden, pasando, por segunda vez, a través del enemigo y sin dejar un solo prisionero ni herido. Tan pronto como se reúnen con el resto del ejército, ocupan imperturbables su puesto en formación, como si regresaran de un simulacro de carga durante unas maniobras.
Su gallardía les costó cara: las bajas sumaron 50 hombres y 59 caballos. Sólo 2 oficiales resultaron ilesos; los 2 comandantes fueron heridos, así como 3 capitanes; murieron 2 tenientes. Fue de destacar la devoción de la tropa hacia sus mandos; al menos dos fueron salvados de la muerte por sendos húsares.
Respecto a la carga, el historiador militar Martín Arrúe escribió que "fue brillantísima y oportuna hasta que llegaron a la cañada; temeraria desde que se internan en esta; absurda al invadir la hondonada y llegar hasta el campamento marroquí [...] y siempre heroica". Los húsares cumplieron así con la exigencia de impetuosidad que se pide a toda Caballería que se precie, aunque quizá en exceso.
Mientras tanto, la Infantería había conseguido rechazar al enemigo tras una serie de furiosos asaltos a la bayoneta. Prim compensó su imprudencia derrochando valor personal, al encabezar un asalto blandiendo la bandera del Regimiento de Córdoba. Tras ocho horas de combate, sus batallones se hallaban exhaustos y muy mermados, a diferencia del enemigo, que recibía constantemente refuerzos. El batallón del Príncipe estaba en peligro de quedar aislado y ser aniquilado. Prim ordenó a los artilleros que avanzaran en orden abierto para contener al enemigo, pero recibieron un nutrido fuego y tuvieron que replegarse, perdiendo muchos hombres. O'Donell comprendió el peligro y envió en su auxilio al Regimiento de Infantería «Córdoba» y más tarde al general Juan de Zavala y de la Puente con los batallones de León, Arapiles, Saboya y Simancas, que decidieron la victoria.

## Misiones en el Exterior
UNPROFOR
Son las siglas en inglés de Fuerza de Protección de las Naciones Unidas (United Nations Protection Force), la primera fuerza de mantenimiento de la paz en Croacia y Bosnia Herzegovina durante las guerras de Yugoslavia. Existió entre el comienzo de la participación de la ONU en febrero de 1992, y su reestructuración en otras fuerzas en marzo de 1995. 
IFOR

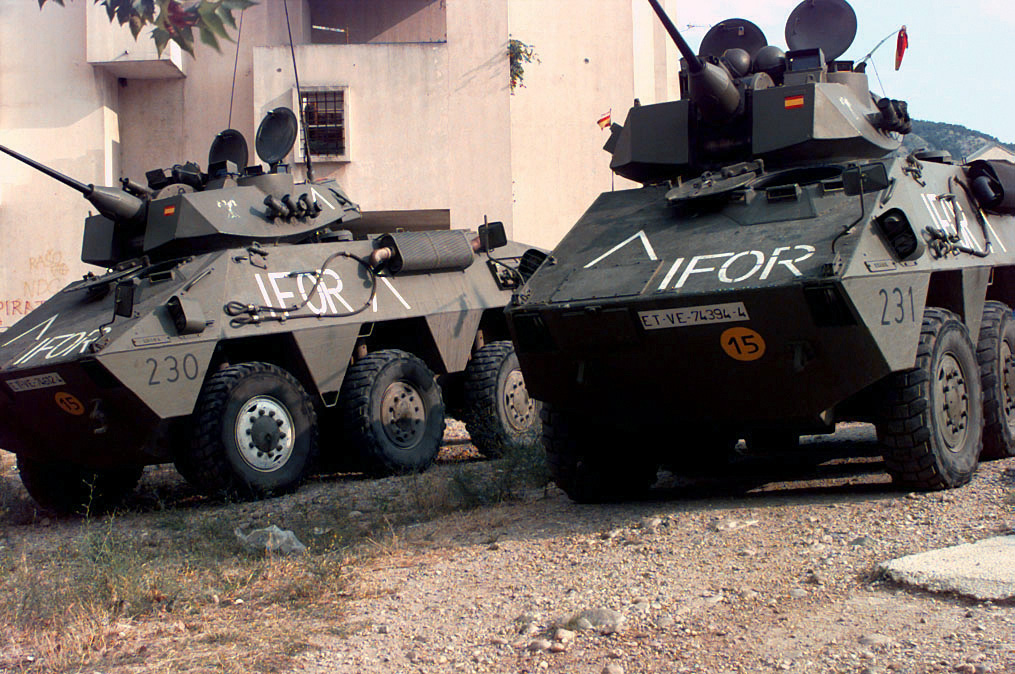
Vehículos de exploración de caballería VEC-M1 en la misión IFOR en Bosnia.

En inglés: Implementation Force, abreviada como IFOR es una fuerza multinacional de la OTAN en Bosnia y Herzegovina en virtud de un año de mandato, del 20 de diciembre de 1995 al 20 de diciembre de 1996, bajo el código Operación Conjunta Endeavour para aplicar los anexos militares del Acuerdo Marco General de Paz (GFAP) en Bosnia y Herzegovina, después de haber tomado el relevo de UNPROFOR. 
SFOR
En inglés: Stabilisation Force, abreviada como SFOR fue una fuerza multinacional de la OTAN desplegada en Bosnia y Herzegovina, encargada del cumplimiento de los Acuerdos de Dayton, que pusieron fin a la guerra de Bosnia.
KFOR

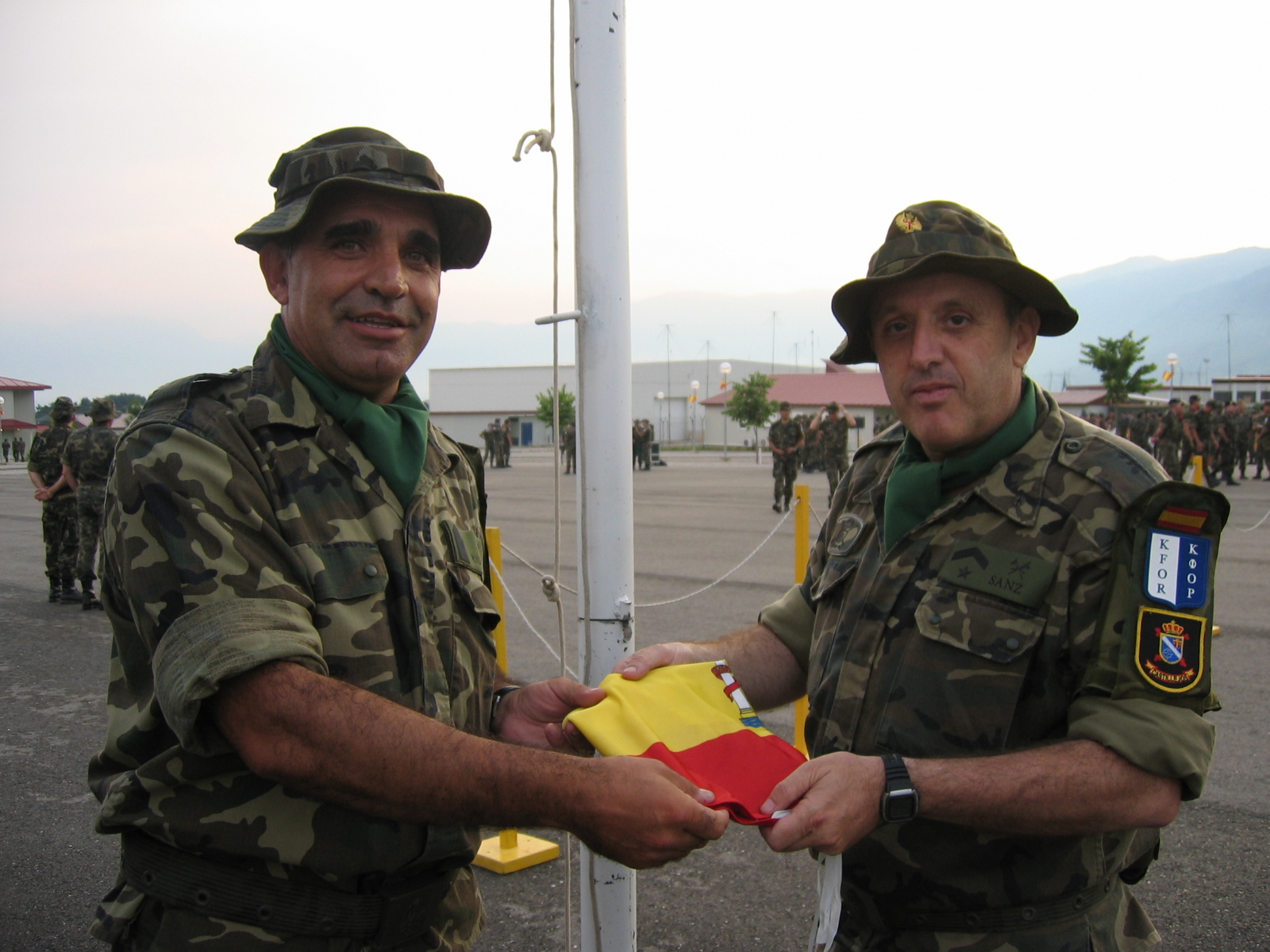
Dos suboficiales de caballería con una de las banderas que han ondeado durante la misión KFOR

En inglés de Kosovo Force es una fuerza militar multinacional liderada por la OTAN que entró en Kosovo dos días después de que el Consejo de Seguridad de Naciones Unidas aprobara la resolución 1244.1 Su objetivo era mantener el orden y la paz en el territorio.
En los últimos años, especialmente desde mediados de 2011, sus acciones han superado el estatus de neutralidad que debería cumplir, tomando decisiones que van más allá de la resolución 1244 y siempre en favor de las autoridades de Pristina. 
Operación Enduring Freedom 
Es el nombre oficial usado por el Gobierno de Estados Unidos para la Guerra de Afganistán, junto con un número de acciones militares más pequeñas, bajo el techo de la "Guerra contra el terrorismo" 
ISAF 

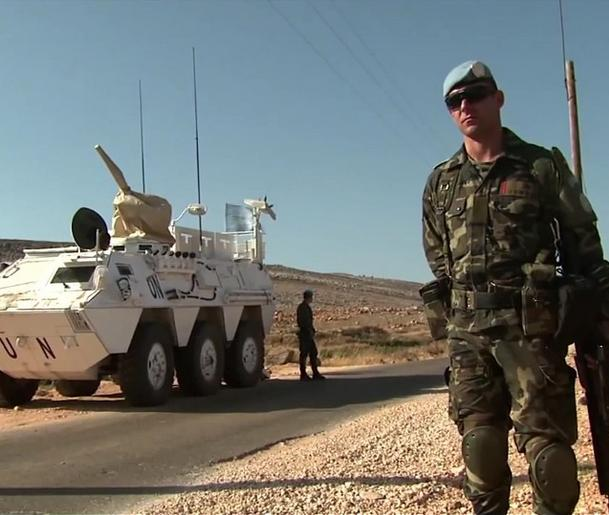
Soldado de la Agrupación de Caballería en -Líbano

Es una misión de seguridad en Afganistán (liderada por la OTAN desde 2003) que fue establecida por el Consejo de Seguridad de Naciones Unidas el 20 de diciembre de 2001 por medio de la Resolución 13862 conforme a lo previsto por el Acuerdo de Bonn. Está comprometida en la Guerra de Afganistán (2001-2021).
El objetivo es ayudar al gobierno afgano a extender y ejercer su autoridad e influencia en el territorio, así como a crear las condiciones necesarias para la reconstrucción y estabilización del país después de la guerra.
Fuerza Provisional de las Naciones Unidas para el Líbano 
Es una misión de paz creada en marzo de 1978 por acuerdo del Consejo de Seguridad de la ONU, tras un ataque palestino a una aldea de Israel que se saldó con el asesinato de treinta y cinco civiles judíos.

## Vehículos

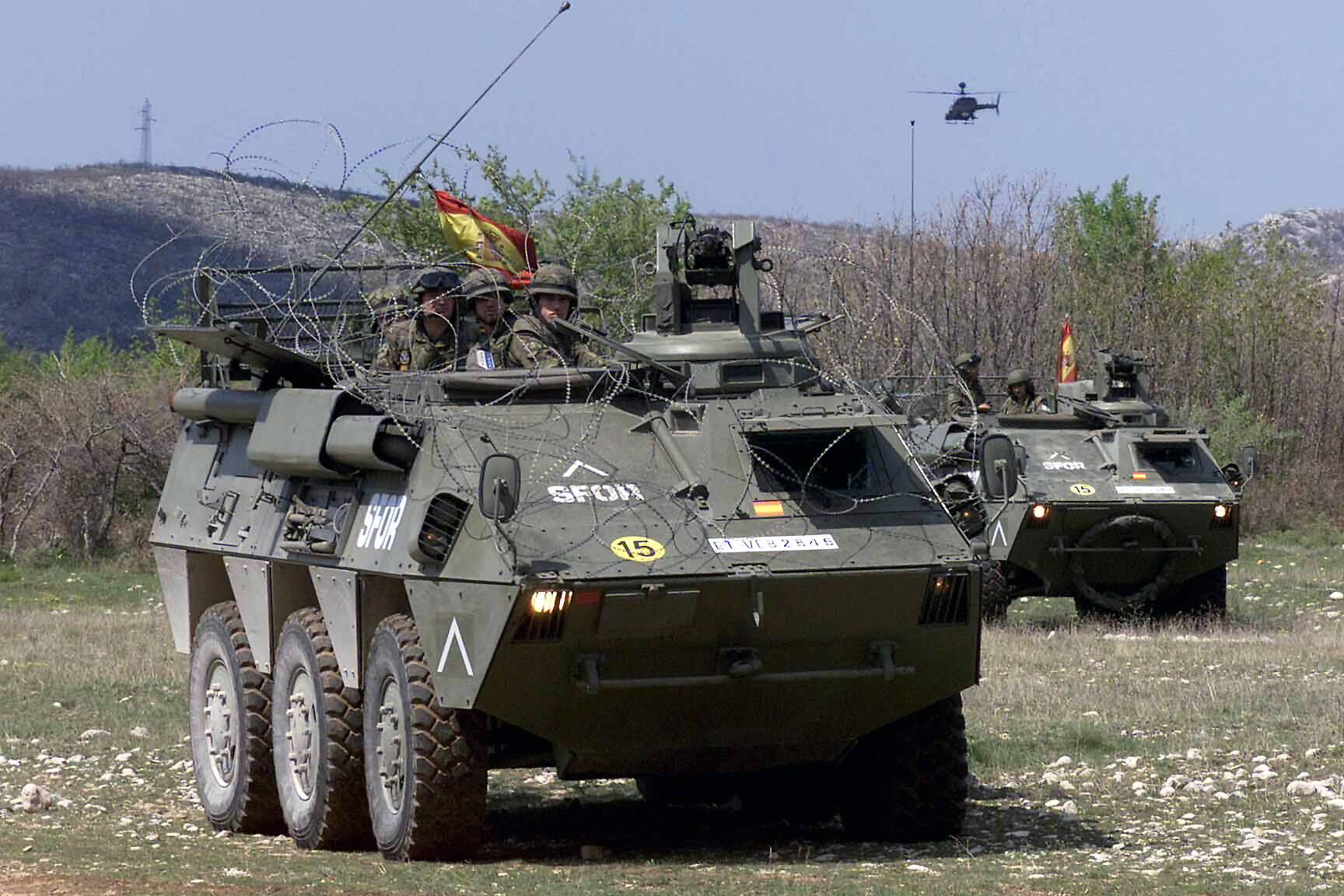
Dos BMR M1-PP en Bosnia y Herzegovina en la misión de la SFOR.

- BMR M1

El Ejército de Tierra dispone de 648 vehículos blindados medios de ruedas BMR. A partir de 1994 fueron actualizados, incorporándoseles un nuevo motor Scania en sustitución del original Pegaso, nuevo interior y blindaje adicional de planchas de acero.
Están en servicio las siguientes versiones:
- Portapersonal. Equipada con una ametralladora Browning M2HB en una torreta biplaza TC-3A1, aunque también se les puede montar en su lugar un lanzagranadas automático LAG 40. Están siendo actualizados del modelo BMR-M1PP al BMR-M1A.

- Puesto de mando.

- Ambulancia.

- Vehículo de recuperación y mantenimiento.

- Portamortero. Con morteros de 81 mm ECIA L-65/81 o de 120 mm ECIA L-65/120.

- Contracarro.

Equipado con lanzamisiles antitanque TOW.
Parte de ellos proceden del pedido egipcio, ya que al no cumplir el país africano con sus compromisos de pago la entonces ENASA-Pegaso suspendió las entregas, quedándose finalmente el Ejército Español con los ejemplares que ya habían sido fabricados, los cuales tienen equipos ligeramente diferentes a los encargados directamente por España.
Serán sustituidos por el futuro Vehículo Blindado de Ruedas (VBR) 8x8 (ver sección Programas de futuras adquisiciones) y por los RG-31 Mk.5E Nyala para las misiones internacionales.

### Vehículos de exploración de caballería

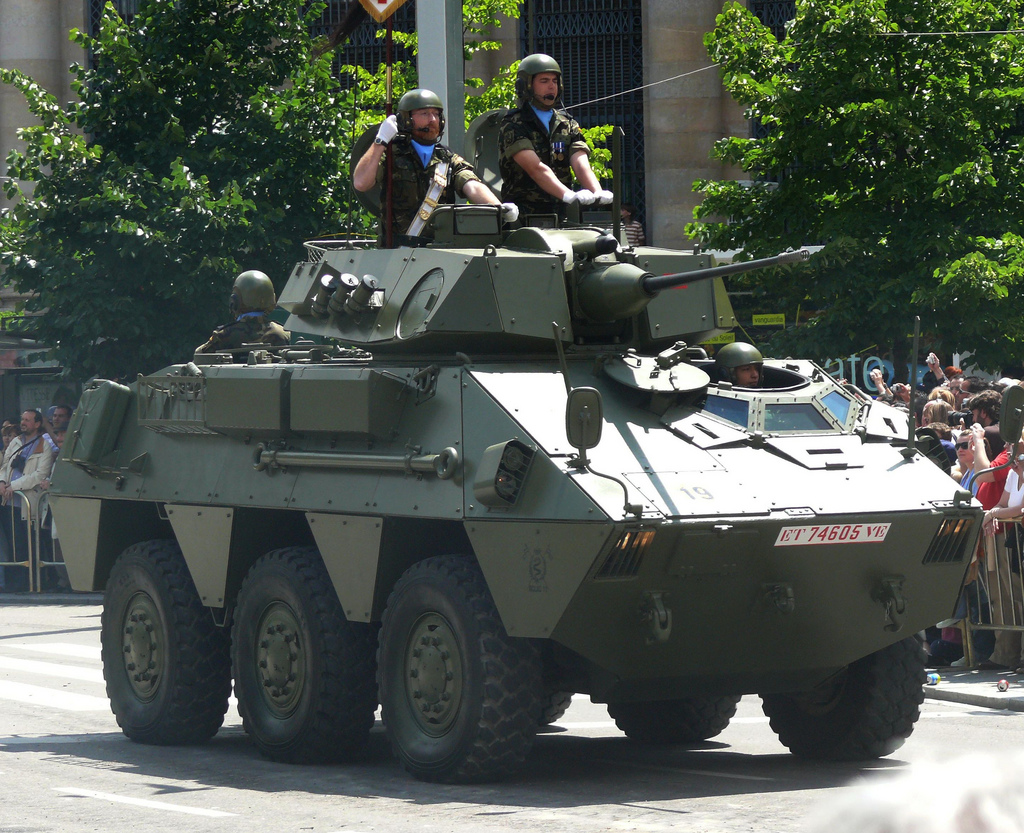
Un VEC M1 en el desfile del Día de las Fuerzas Armadas de 2008.

- VEC M1

El VEC M1, o Vehículo blindado de Exploración de Caballería, es un vehículo blindado destinado a las unidades ligeras de Caballería derivado del BMR y creado por la empresa española Santa Bárbara Sistemas. El Pegaso BMR-625 VEC se diseñó como un derivado del BMR conservando la mayoría de los componentes mecánicos pero variando la forma de su casco y su distribución y acondicionamiento interno para adaptarlo a sus nuevas funciones.
De los 340 vehículos que se fabricaron en distintas variantes, actualmente sólo están en funcionamiento 135 vehículos de la versión actualizada M1 con torre TC-25 OTO Melara (fabricada bajo licencia en España por Santa Bárbara) con un cañón M242 Bushmaster de 25 mm. La torre original de OTO Melara (TC-20) estaba diseñada para un cañón Rheinmetall Rh-202 de 20 mm y la integración de un nuevo cañón de mayor calibre fue muy problemática, dando lugar a que durante sus primeros años de servicio la mayoría de los VEC estuvieran sin torreta, salvo unos pocos a los que se les montó la propia TC-20 y otros en los que se instaló la torre con cañón de 90 mm de los AML-90 dados de baja. Su distribución actual es de 13x3 de los grupos de reconocimiento (grecos), 13x2x3 de los grupos de la Brigada de Caballería Castillejos II y 6x3 del Regimiento de caballería ligero acorazado Farnesio 12.
Serán sustituidos por la versión de exploración de caballería del futuro Vehículo Blindado de Ruedas (VBR) 8x8, que estará armada con un cañón de 30mm y previsiblemente también misiles Spike (ver sección Programas de futuras adquisiciones).

### Carro sobre ruedas

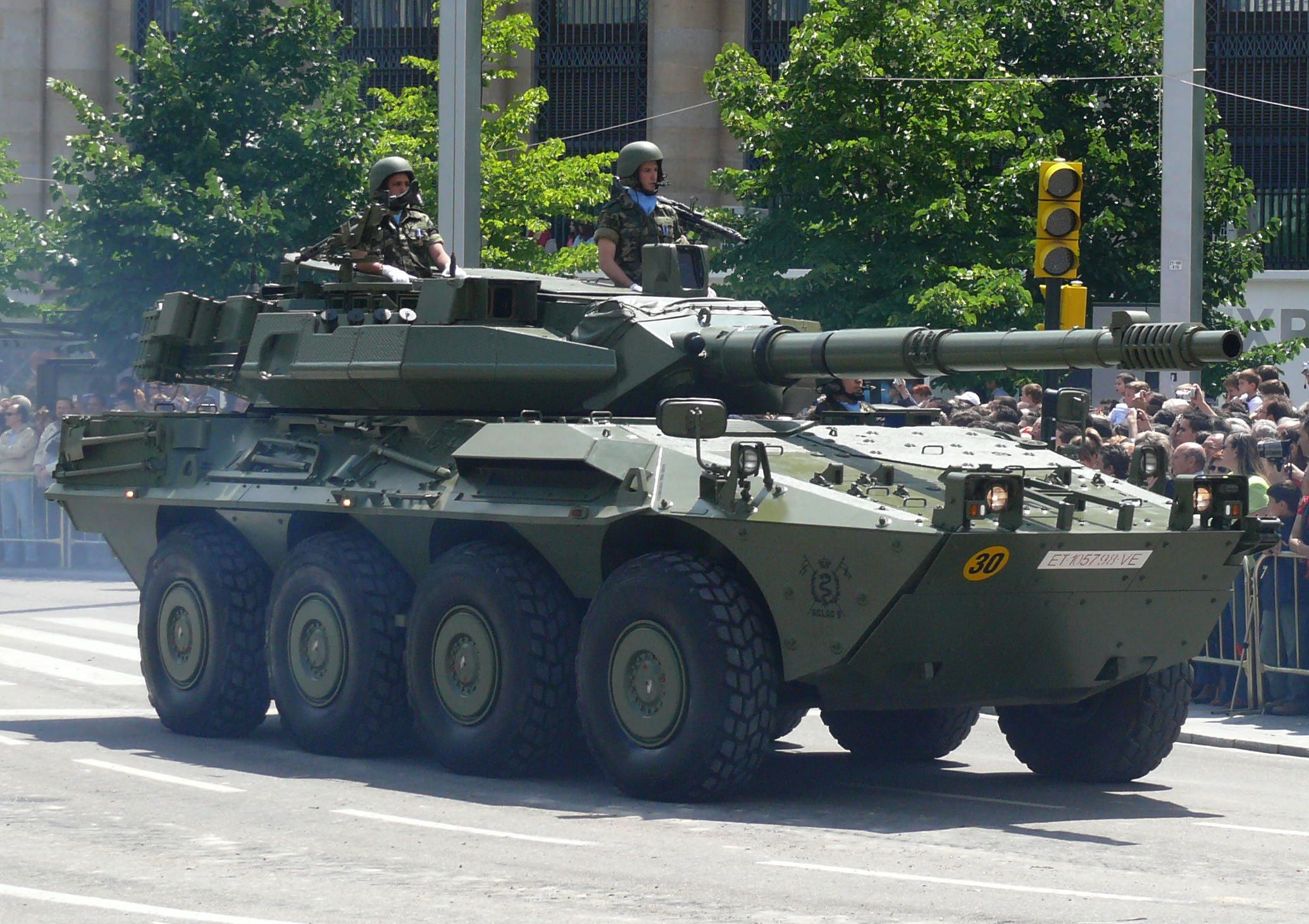
Un Centauro en el desfile del Día de las Fuerzas Armadas de 2008.

- Centauro

El Ejército de Tierra adquirió 84 Vehículos de Reconocimiento de Caballería (VRC) Centauro con cañón de 105/52 mm en dos fases: los primeros 22 vehículos se contrataron en julio de 1999 y fueron entregados entre septiembre de 2000 y noviembre de 2001. En febrero de 2002 se firmó la segunda por los 62 restantes, que fueron entregados entre julio de 2004 y diciembre de 2006. Los vehículos de la primera fase fueron fabricados en su totalidad por el consorcio italiano Iveco-Fiat-OTO Melara. Sin embargo para los 62 vehículos de la segunda se efectuaron transferencias tecnológicas para ser fabricados parcialmente en España por Iveco-Pegaso, Oto Melara-Ibérica y Amper. Además incorporaron mejoras como cámara térmica de segunda generación Galileo para tirador, sistema interfónico ROVIS, segunda ametralladora MG3 en techo y toma de aire comprimido. Una tercera fase, contratada en 2007, incluyó la adquisición de cuatro ejemplares de la versión de recuperación así como la sustitución de la cámara térmica de los vehículos de la primera fase por la Galileo de segunda generación que lleva el resto.
Se trata de un vehículo aerotransportable y de gran movilidad, lo que le permite una rápida proyección a distancia.

### Carros de combate

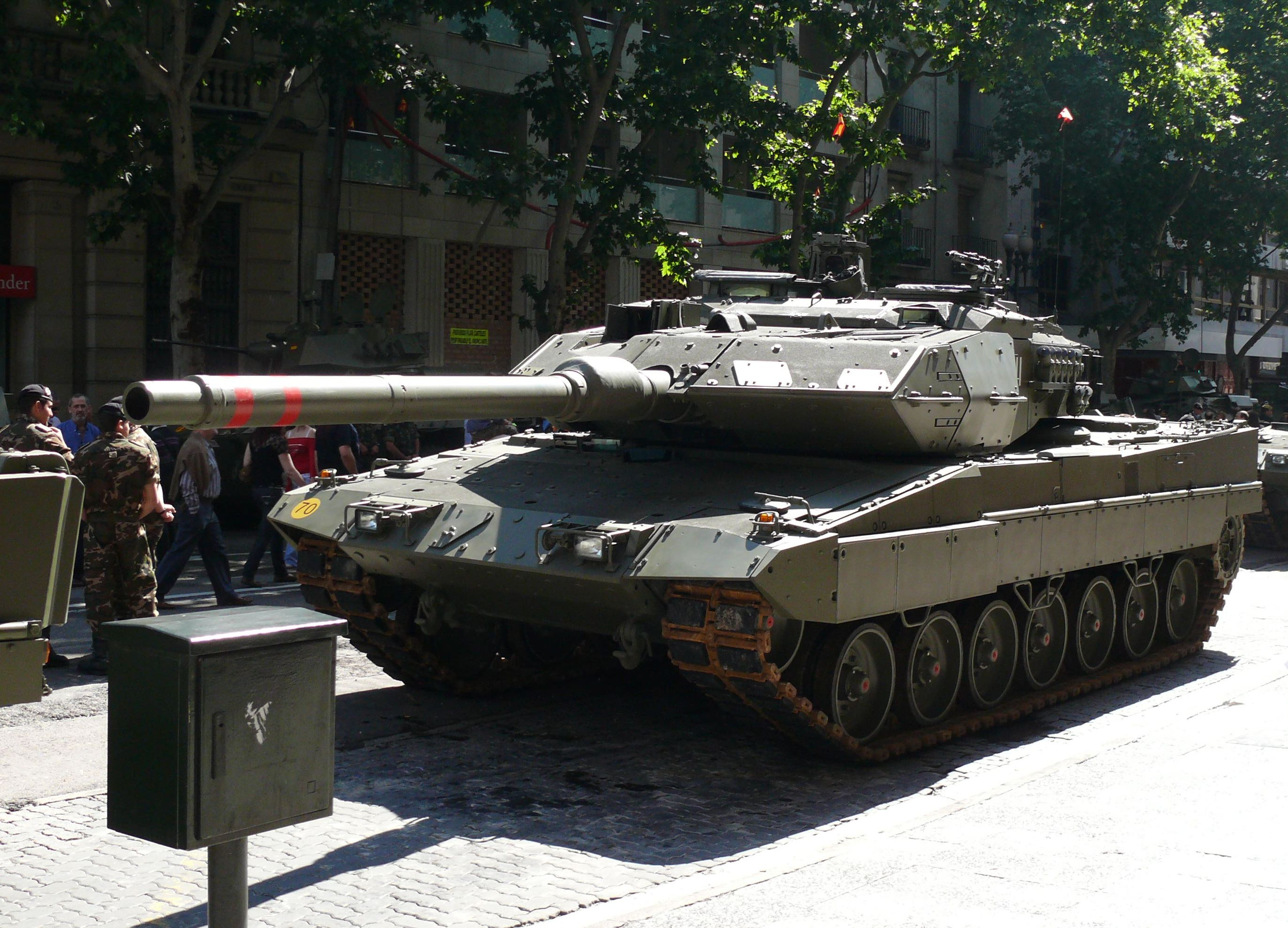
Un Leopardo 2E en el desfile del Día de las Fuerzas Armadas de 2008.

- Leopardo 2E

El carro de combate Leopardo 2E es una versión mejorada del Leopard 2A6 alemán cofabricado por Santa Bárbara Sistemas y con un grado de participación de la industria española del 60%. Se adquirieron 219 carros de combate (CC) Leopardo 2E y 4 carros escuela (CESC), aparte de 16 carros de recuperación (CREC) Leopardo 2ER Búfalo (véase el apartado blindados de recuperación), incluyendo su puesta en funcionamiento inicial, el módulo de municionamiento y la familia de simuladores. Fueron encargados en 1998 y entregados entre 2004 y 2011.